# USS Norfolk (1798)
Pour les autres navires du même nom, voir USS Norfolk.
L’USS Norfolk est un brick de 18 canons construit pour l'US Navy en 1798. Il participe activement à la quasi-guerre, en poursuivant les corsaires français qui harcèlent le commerce américain dans les Caraïbes. Il sera retiré du service et revendu en 1800.

## Source
- (en) Cet article est partiellement ou en totalité issu de l’article de Wikipédia en anglais intitulé « USS Norfolk (1798) » (voir la liste des auteurs).